# Basilique Saint-Donatien-et-Saint-Rogatien
La basilique Saint-Donatien-et-Saint-Rogatien est une basilique française de style néo-roman située dans le quartier Malakoff - Saint-Donatien de Nantes.
Sa façade principale donne sur la place des Enfants-Nantais. Elle est l'une des deux basiliques de la ville, avec la basilique Saint-Nicolas.
Datant du XIXe siècle, elle est dédiée à saint Donatien de Nantes et à son frère saint Rogatien, premiers chrétiens nantais, martyrisés dans la ville à la fin du IIIe siècle. Outre la basilique, le site est également composé d'un cimetière et de la chapelle Saint-Étienne, protégée au titre des monuments historiques.

## Histoire

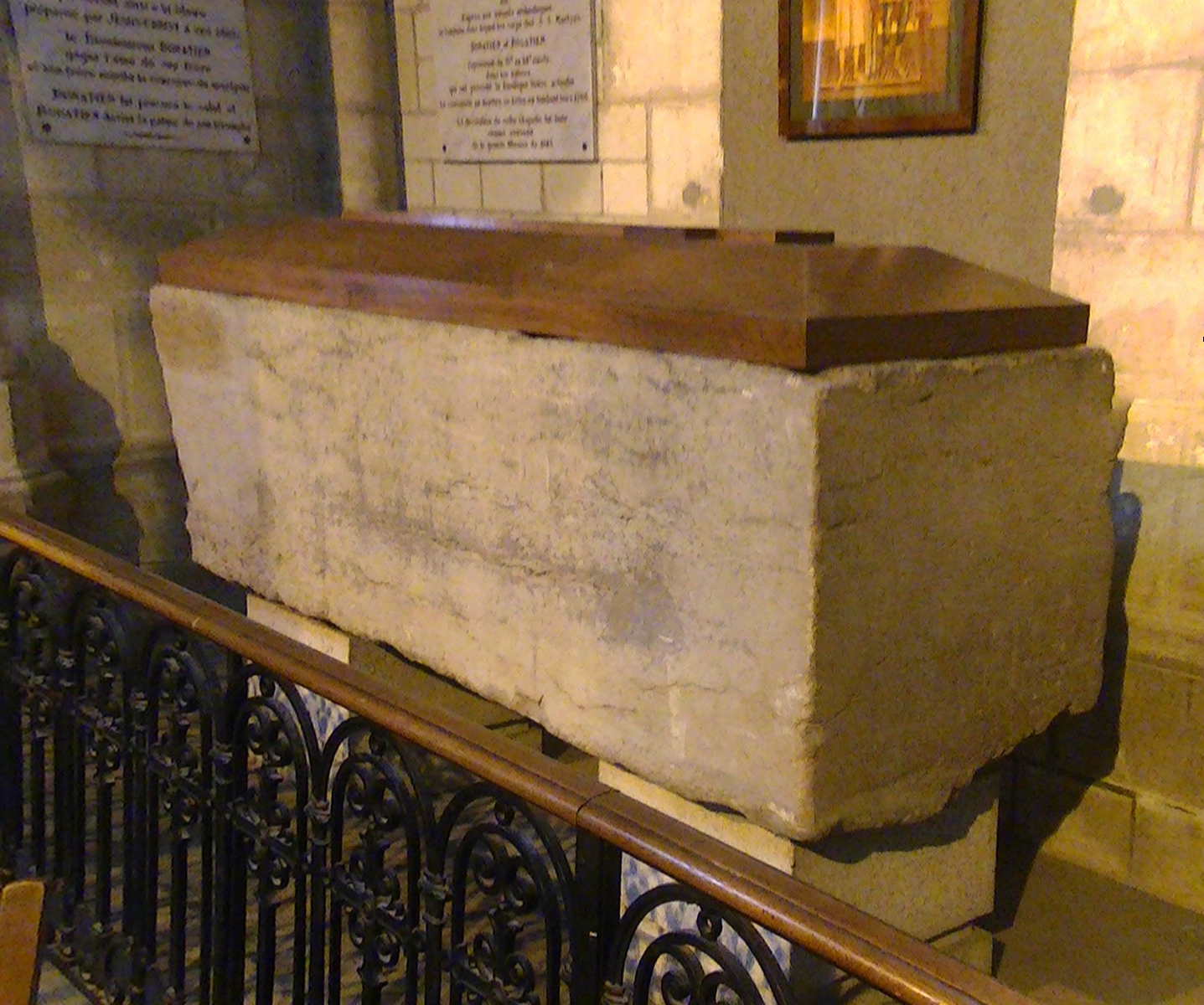
À gauche de la nef, sarcophage en marbre gris des Pyrénées qui aurait contenu les corps des martyrs.

L'édifice s'élève à l'emplacement d'une ancienne villa gallo-romaine. Des fouilles effectuées en 1873 mettent au jour un ancien cimetière païen, une fosse au centre de l'abside contenant 27 clous attribués aux cercueils des deux martyrs et révèlent que quatre églises furent successivement bâties.
La promulgation de l'édit de Constantin, neuf ans après leur mort, voit se développer un culte autour des corps des deux frères morts en martyrs, d'abord disloqués sur le chevalet, fouettés puis menés hors de la cité non loin de l'actuelle basilique, au niveau du no 63 rue Dufour, où un bourreau leur enfonce un javelot dans la gorge puis leur tranche la tête (deux croix de pierre marquent le lieu de leurs exécutions). Selon la tradition, leurs corps sont placés, 21 ans après leur mort, dans un sarcophage en marbre gris des Pyrénées, mesurant 2,25 mètres de long et 75 centimètres de large. Les reliques attirent alors des pèlerins, nécessitant la création d'une « Garde d'honneur » constituée des moines de Saint-Martin. La paroisse fut alors considérée par les Nantais comme une « terre sainte ».
La première église aurait été édifiée suivant la tradition sur la propriété familiale des saints nantais vers 490. Les invasions normandes détruisent le premier édifice qui, une fois la paix revenue, laisse place à une nouvelle église vers l'an 980. Cependant, selon Dubuisson-Aubenay, des vestiges du sanctuaire primitif existent encore au XVIIe siècle, notamment l'abside ancienne.
Le 16 mars 1739, la première pierre de la reconstruction est posée par Jean-Marie de Trevelec, conseiller au Parlement de Bretagne, et sa femme Françoise Charette.
Transformée en hôpital pendant la Révolution, elle est vendue en 1796. Une fois l'église rendue au culte en 1802, les parties manquantes sont reconstruites à partir de 1804, donnant naissance à une église plus vaste de forme cruciforme, consacrée par Mgr Duvoisin, le 28 mars 1806.

## Cloches de la basilique
Toutes ces cloches ont été fondues par l'atelier Bollée, au Mans, au cours de l'année 1902.
| N° | Nom             | Note         | Poids       | Emplacement | Sonnerie  |
| -- | --------------- | ------------ | ----------- | ----------- | --------- |
| 1  | «Sacré-Cœur»    | la♭2 +6/16   | 4 614 kilos | Tour Nord   | Volée     |
| 2  | «Marie»         | si♭2 +9/16   | 2 997 kilos | Tour Nord   | Volée     |
| 3  | «Donatien»      | do#3 +11/16  | 1 975 kilos | Tour Nord   | Volée     |
| 4  | «La Rogatienne» | ré♭3 +10/16  | 1 612 kilos | Tour Sud    | Volée     |
| 5  | «Joseph»        | mi♭3 +9/16   | 1 076 kilos | Tour Sud    | Volée     |
| 6  | «Agapit»        | fa♮3 +7/16   | 771 kilos   | Tour Sud    | Volée     |
| 7  | «Augustine»     | sol♮3 +12/16 | 605 kilos   | Tour Sud    | Volée     |
| 8  | «Anne»          | la♭3 +11/16  | 500 kilos   | Tour Sud    | Volée     |
| 9  | «Stéphanie»     | si♭3 +14/16  | 377 kilos   | Tour Sud    | Volée     |
| 10 | «Emmanuelle»    | do♮4 +12/16  | 291 kilos   | Tour Sud    | Volée     |
| 11 | ?               | sol♭3 +10/16 | 300 kilos   | Tour Sud    | Tintement |

## L'édifice duXIXesiècle

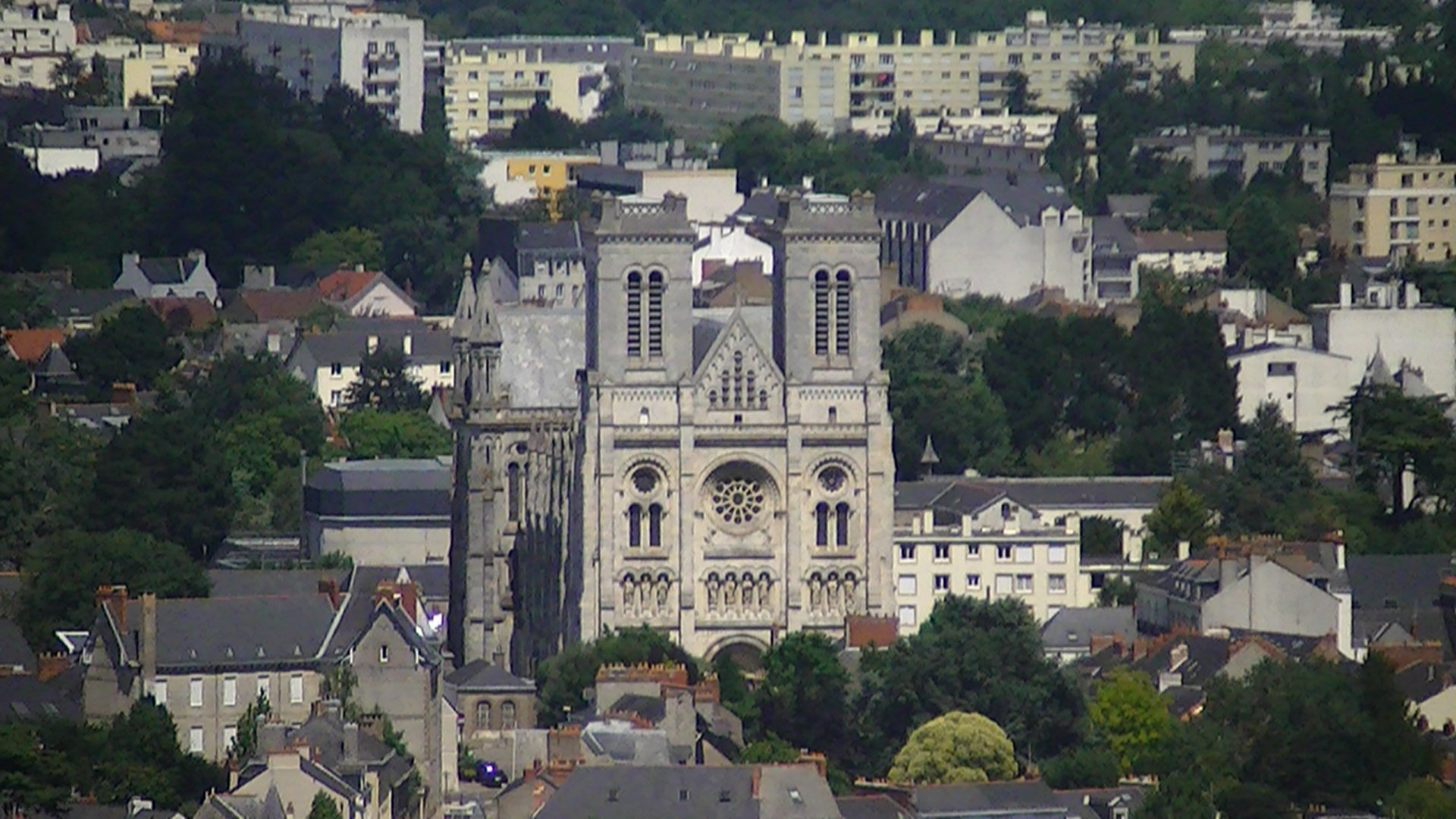
Vue générale de l'édifice, depuis le sommet de la tour Bretagne.

Le projet commence à prendre forme après la guerre franco-prussienne de 1870, encore renforcé par une forte résurgence du sentiment religieux dans un contexte politique et social agité. Mgr Félix Fournier, évêque de Nantes, avait en effet fait vœu de construire une basilique en l'honneur des deux patrons de son diocèse si celui-ci était préservé de l'invasion des Prussiens, ce qui fut le cas.
Ainsi l'architecte Émile Perrin, le frère du curé de Saint-Père-en-Retz dont il est également en train de construire l'église, dresse-t-il les plans d'un sanctuaire dans le style néogothique primitif. Louis Liberge, fils de l'architecte François Liberge, le constructeur de l'église Saint-Clément de Nantes, ordonne les travaux qui débutent le 10 octobre 1872 par le creusement des fondations et vont durer près de trente ans. Après avoir effectué quelques fouilles, Mgr Fournier bénit le 12 septembre 1873, en présence de 300 prêtres, la première pierre qui est placée au pilier droit du sanctuaire. 
Un rescrit papal daté du 14 mars 1889 lui accorde le titre de basilique et le 14 avril, Mgr Lecoq, évêque de Nantes, promulgue le décret pontifical.
Le 13 juin 1881 débute la construction de la façade inspirée à Liberge par celle de Notre-Dame de Paris. Les travaux sur la façade achèvent l'édifice en 1901, celle-ci recevant deux tours jumelles d'une hauteur de 44 mètres (néanmoins dépourvues des deux flèches initialement prévues). Les tours achevées, on met en place la croix qui domine le chancel des pignons et qui est bénie par Mgr Rouard.
Le peintre Alexis Douillard (1835-1905), réalise une décoration murale pour la chapelle du Sacré-Cœur, Consécration du diocèse de Nantes par monseigneur Fournier.

## L'édifice auXXesiècle
En 1902, l'église reçoit ses dix cloches pesant chacune entre 291 et 4 614 kg, fondues par la maison Bollée du Mans et bénies par Mgr Rouard le 18 juin. La sonnerie du carillon de l'horloge reproduit le célèbre air des Westminster Quarters, le carillon du Palais de Westminster, le siège du parlement britannique à Londres.
En 1971, la rénovation du chœur est confiée à l’architecte Philippe Joëssel,.

## L'édifice auXXIesiècle

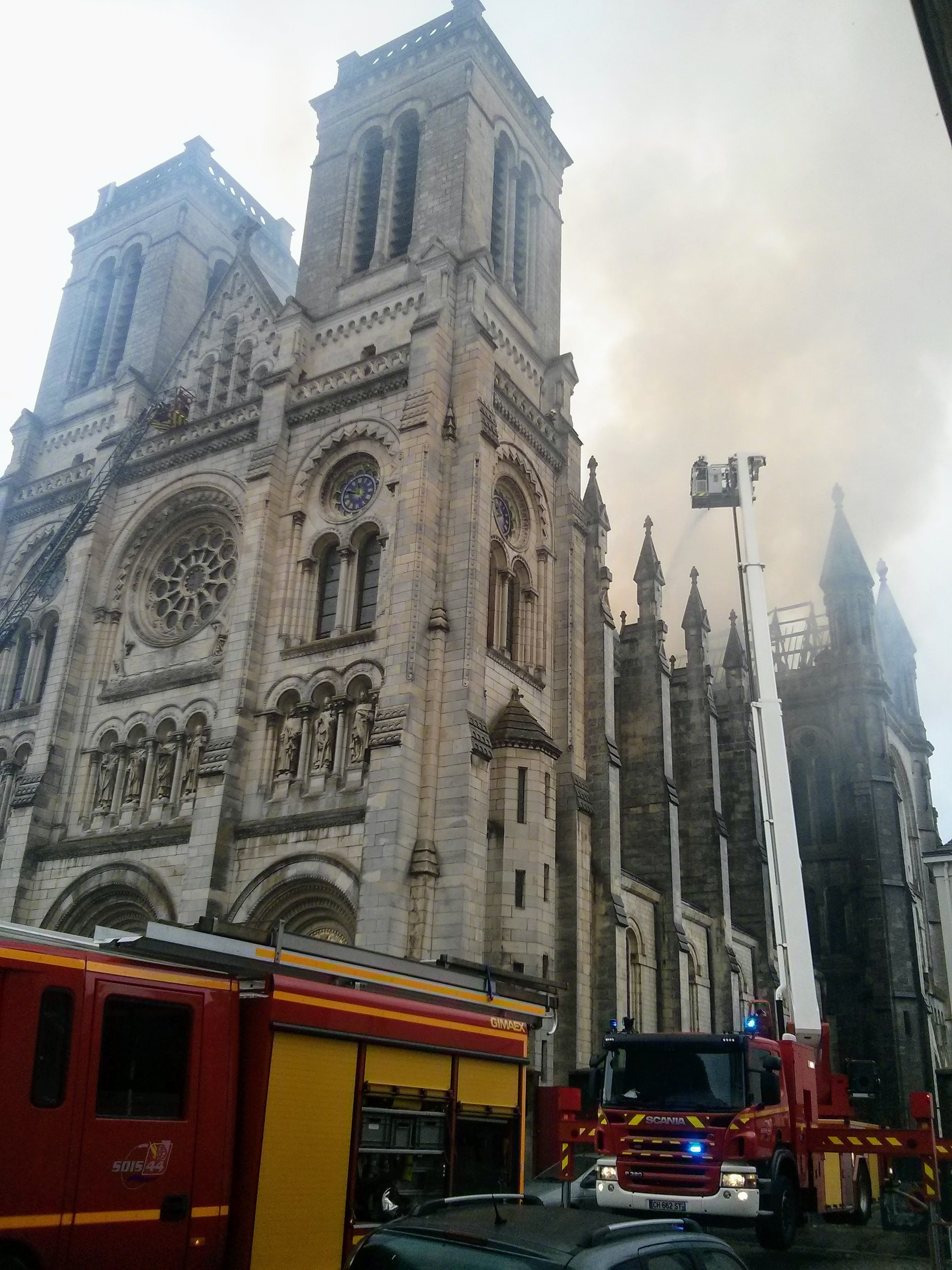
L'incendie du 15 juin 2015.

Le 15 juin 2015, un violent incendie ravage les trois quarts de la toiture. Selon le directeur départemental de la sécurité publique, le sinistre aurait pris accidentellement alors que deux ouvriers-couvreurs travaillaient à la réfection de l'édifice, réparant un chéneau en plomb à l'aide d'un chalumeau.
Le 20 octobre 2015, les travaux de réparation de la basilique sont entamés. Ils furent divisés en trois phases et devaient s'achever en 2019. Ils permettront d'améliorer les dispositifs de sécurité, par l'installation notamment de colonnes sèches jusqu'au sommet du bâtiment, destinées à faciliter l'intervention des secours dans la lutte contre les incendies.
La réouverture de la basilique est envisagée pour le printemps 2021 et l'évaluation du coût des travaux est de 13 millions d’euros.
La basilique rouvre ses portes le 29 août 2021 après six ans de fermeture. La paroisse est alors confiée à la Communauté du Chemin Neuf.

## L'affectation cultuelle: historique spirituel et missionnaire, paroissial et diocésain
Dès sa construction, la basilique est destinée au culte chrétien catholique. Malgré les épisodes historiques d'appropriation (loi de 1905) et de fermetures par exemple pour travaux, la fonction première de cet édifice est religieuse avec plusieurs dimensions, et cela reste à ce jour son affectation principale, même si elle accueille aussi des visites et certains spectacles conformes à la destination et à la dignité du lieu, comme des concerts de musique sacrée ou de musique chorale.
En tant qu'église paroissiale, elle rassemble la communauté chrétienne locale (paroisse).
En tant que basilique, elle a vocation à être un lieu particulier de rassemblement du Peuple de Dieu. Ses grandes dimensions ont permis qu'elle accueille de nombreuses grandes célébrations du diocèse de Nantes, en particulier à certaines périodes par exemple des suites de la fermeture de la cathédrale de Nantes pour travaux.
Le territoire de la paroisse a évolué à travers les siècles. Allant jusqu'à Saint Joseph de Porterie à une époque, de nouvelles paroisses se sont créées ensuite sur son territoire d'origine, accompagnement l'augmentation démographique et provoquant la réduction de sa superficie. Plus récemment, des regroupements paroissiaux ont eu lieu, à ce jour la paroisse regroupe les anciennes paroisses de Sainte Elisabeth, Saint Dominique et Saint Donatien.

## Le cimetière Saint-Donatien et la chapelle Saint-Étienne

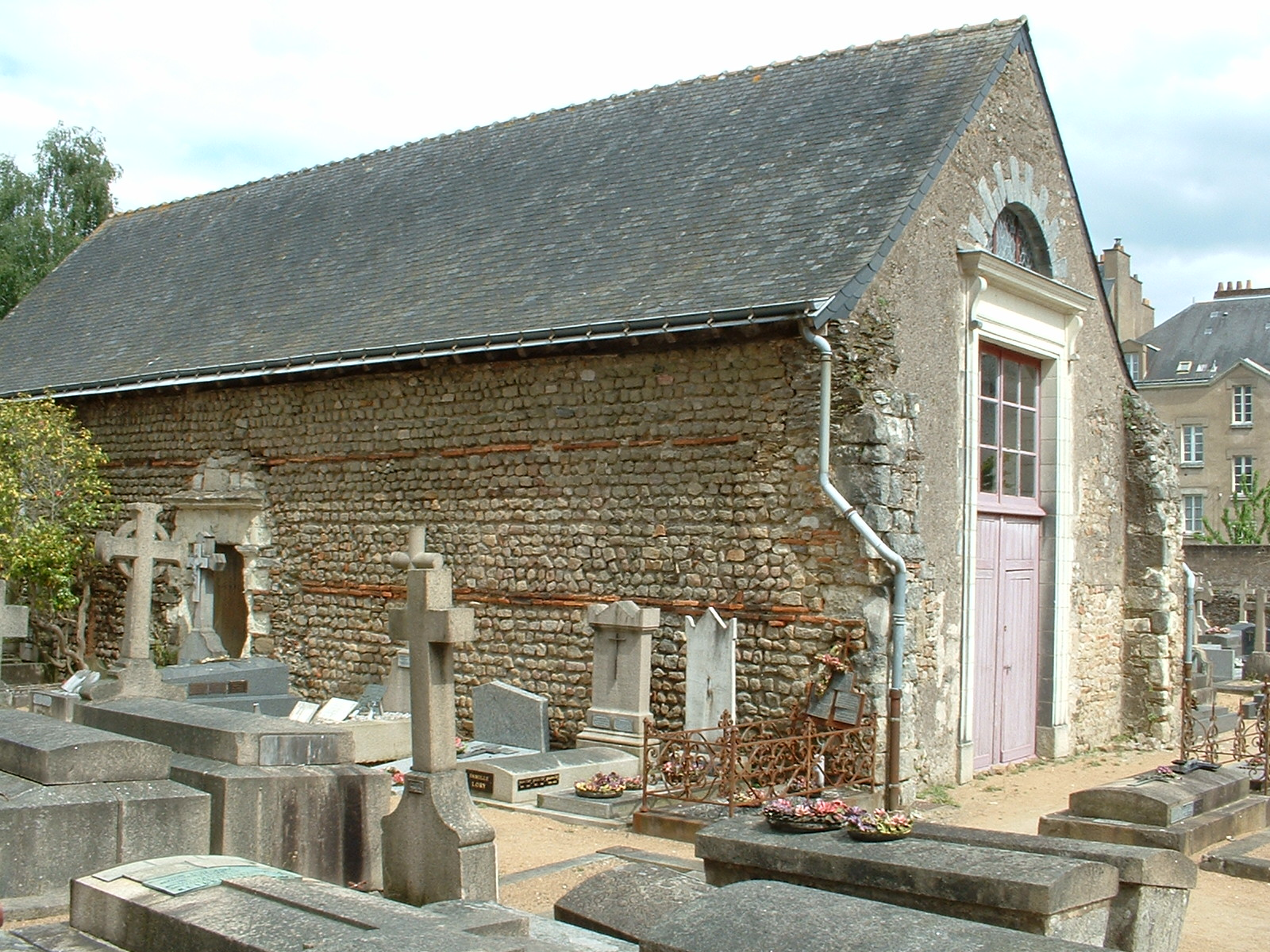
Cimetière Saint-Donatien : la chapelle Saint-Étienne.

Les terrains jouxtant la basilique au sud et à l'est sont occupés par le cimetière Saint-Donatien, le plus ancien lieu de sépulture chrétien à Nantes encore en usage. Au centre de la partie méridionale de celui-ci se trouve la chapelle Saint-Étienne (qui a également porté les noms de « Saint-Georges » ou de « Saint-Agapit »). Il s'agit d'un édifice rectangulaire de 17,5 mètres de long par 7,5 mètres de large, dont le toit à deux rampants atteint un peu moins de huit mètres de hauteur. Il s'agit du plus vieil édifice religieux du diocèse puisque les plus anciennes parties remontent au tout début du VIe siècle. En effet, ce bâtiment aurait été construit, selon l'historien Albert Travers, sur ordre de l'évêque Épiphane afin d'abriter les reliques de saint Étienne ramenées de Jérusalem au plus tard en 506.
La façade a été remaniée dans un style néoclassique au XVIIIe siècle. Un puits « traditionnel » était creusé à l'extérieur, juste devant la chapelle. Les pèlerins pouvaient s'y laver les mains avant de pénétrer dans le sanctuaire. Ce puits, disparu à la fin du XXe siècle, était pour Léon Maître une preuve de l'ancienneté de la chapelle.
Ce bâtiment fait l’objet d’une inscription au titre des monuments historiques depuis le 26 décembre 1984.

Vues de la basilique
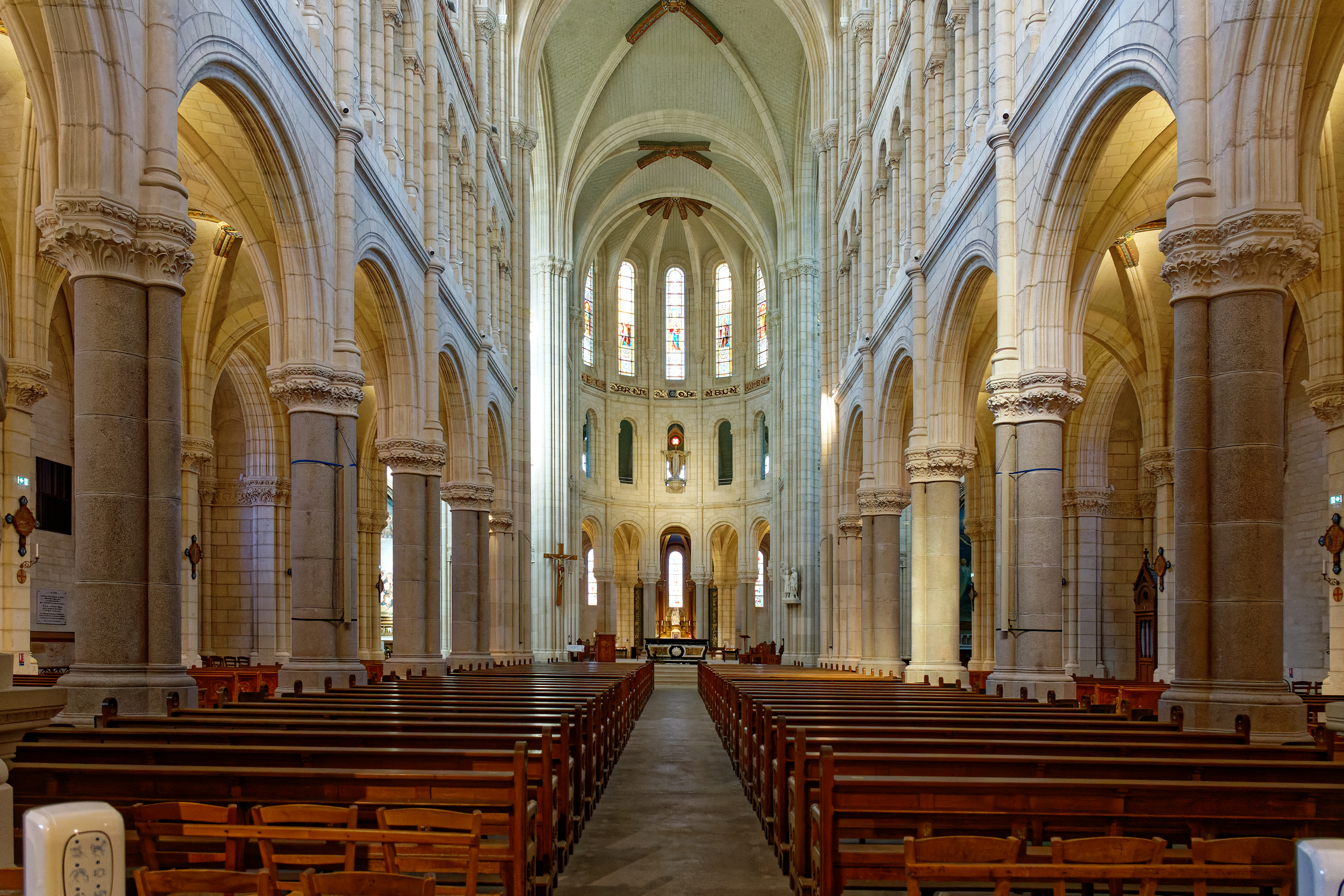
Nef, côté abside.
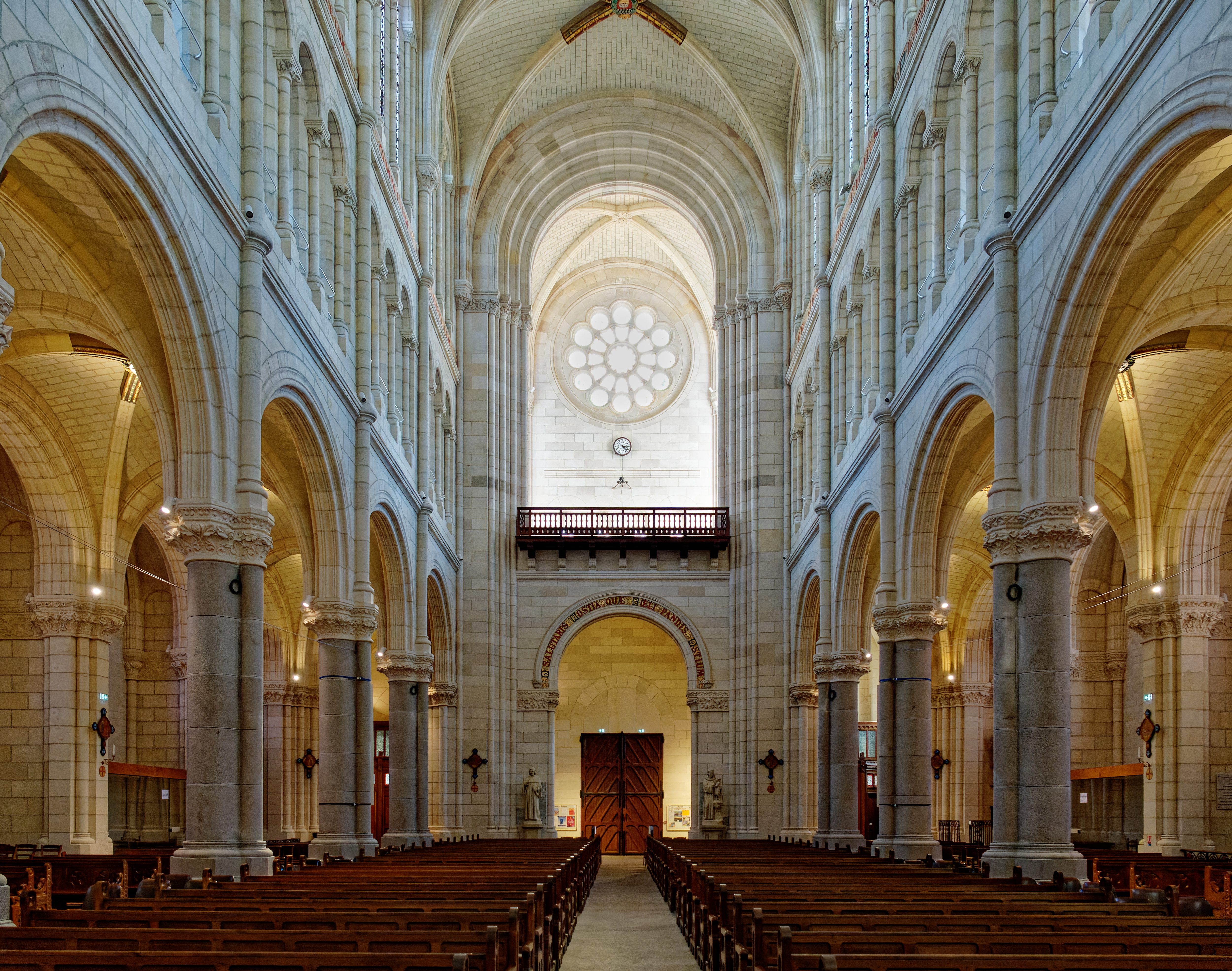
Nef, côté portail.
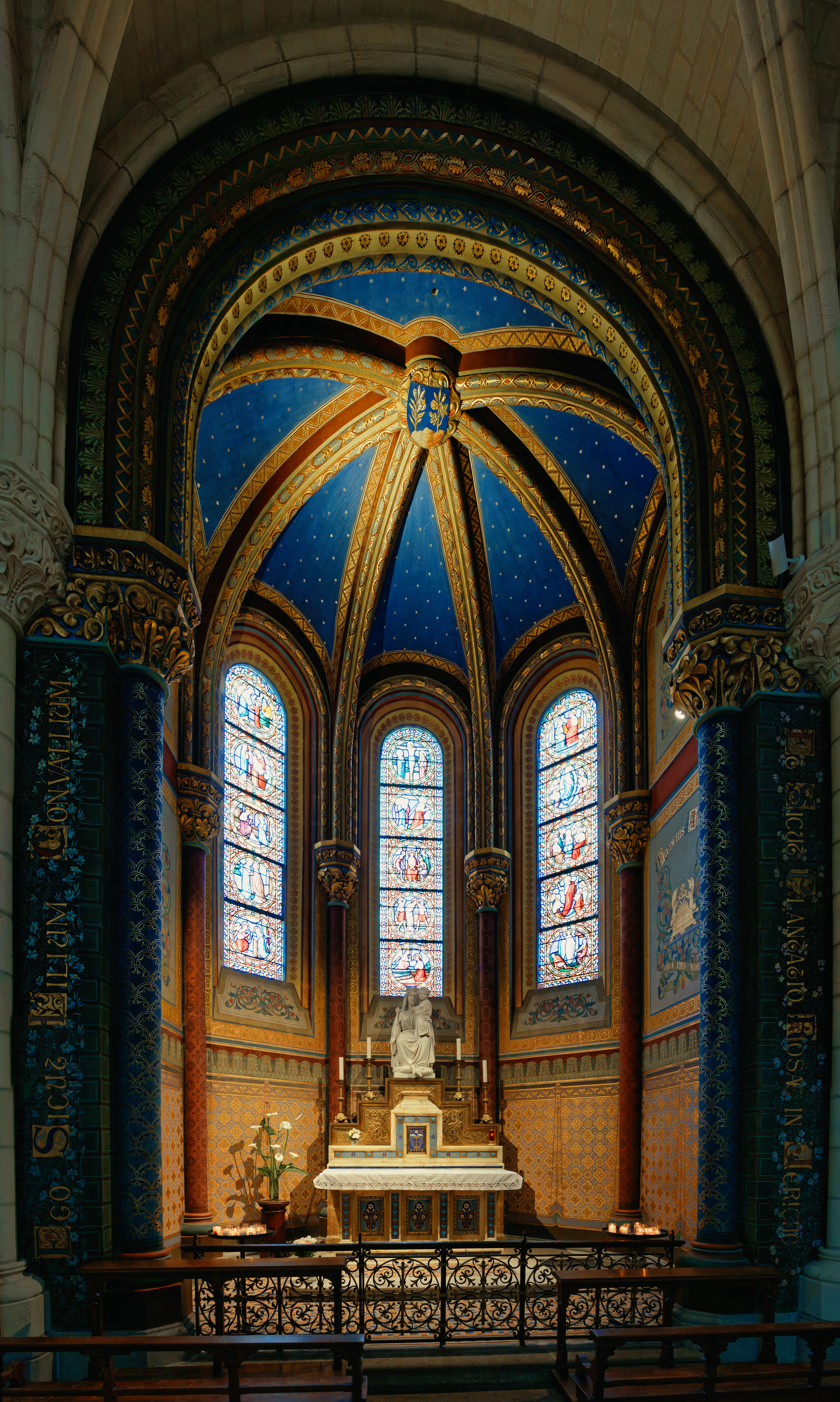
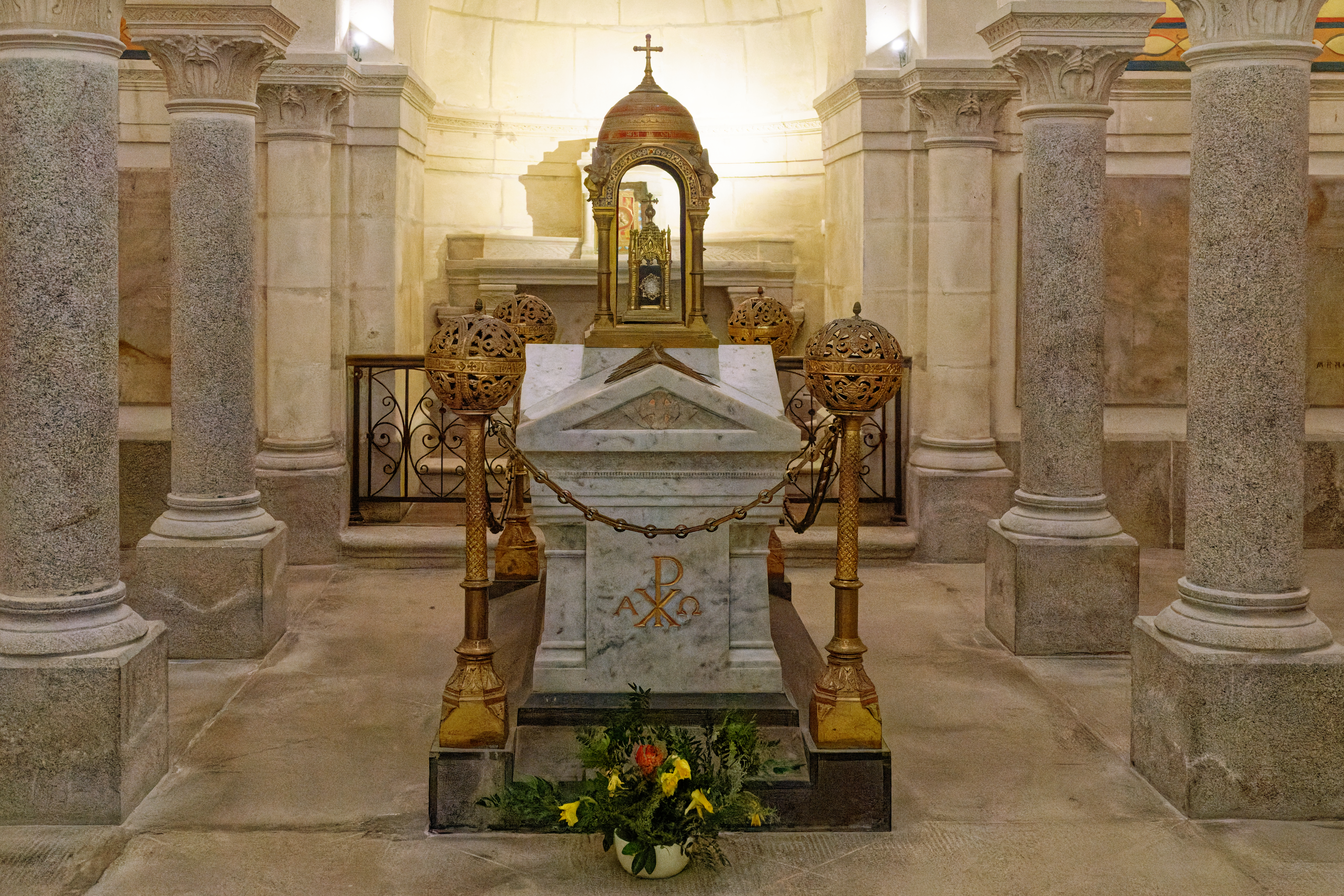
La crypte de style néo-roman, construite en 1881, abriterait les reliques attribuées aux deux martyrs[21].
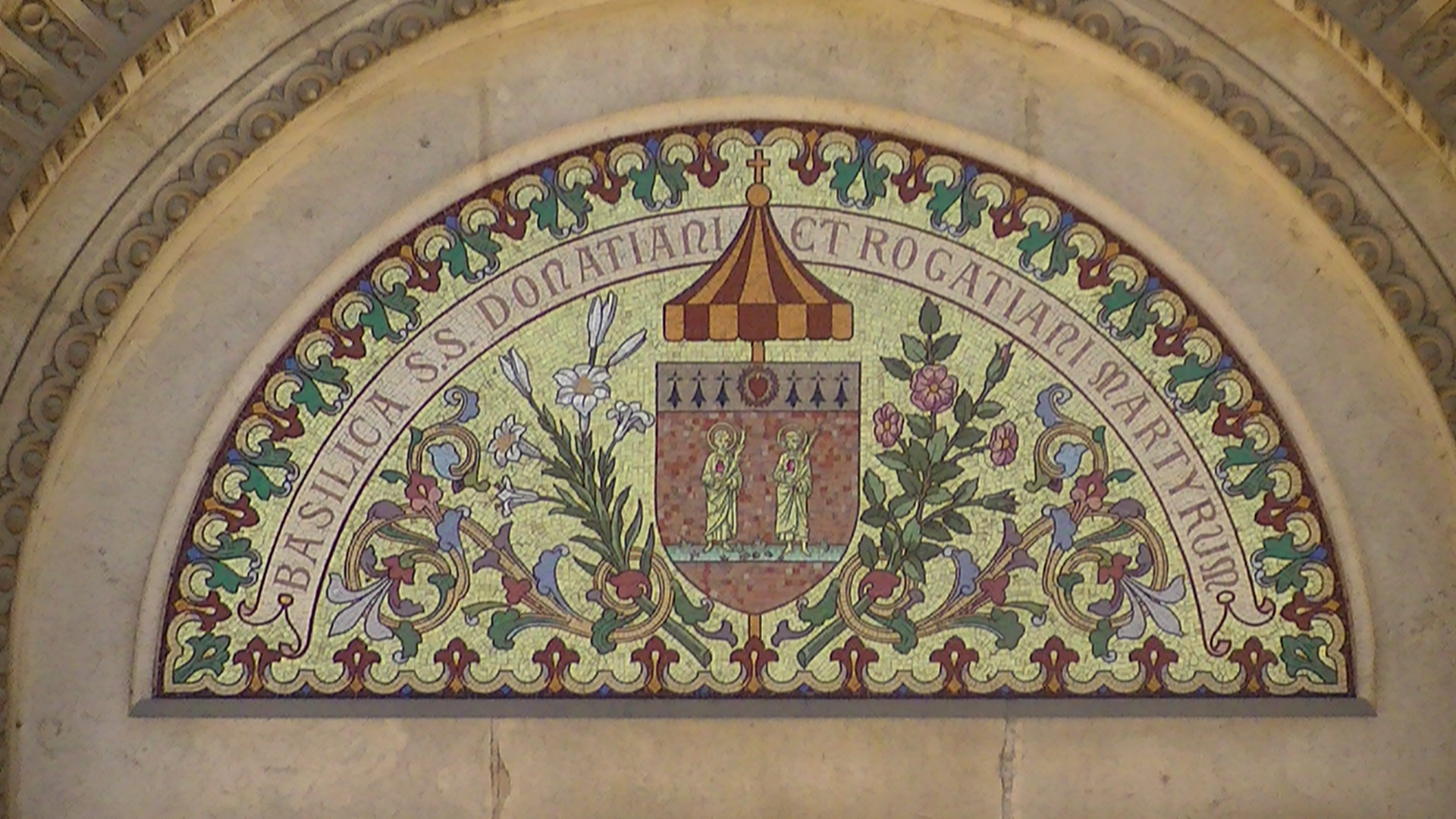
Tympan du portail : mosaïque armoriée avec Donatien et son lys, Rogatien et sa rose.